# TEENAGER
『TEENAGER』（ティーンエイジャー）は、フジファブリックの3枚目のオリジナルアルバム。2008年1月23日にEMIミュージック・ジャパンより発売。

## 概要
前作から約2年2ヶ月ぶりにリリースされたメジャー3枚目、通算では6枚目となるアルバム。本作にはシングル表題曲の「Surfer King」「パッション・フルーツ」「若者のすべて」や限定生産シングル「蒼い鳥」に収録された「東京炎上」のアルバム・ミックスといった全13曲を収録。また元JELLY FISHのロジャー・マニングJr.と志村正彦の共作曲「Chocolate Panic」や山内総一郎が作曲を手がけたナンバー、金澤ダイスケと志村による楽曲なども収められている。
本作はレコーディング・エンジニアの高山徹とサポートドラマーの城戸紘志も参加して制作され、志村正彦が自宅にボーカルブースを設置したのをはじめ、メンバーそれぞれが様々な楽器を買い集め、試行錯誤しながら、膨大な時間をセッションに費やして断続的なレコーディングを敢行した。
初回盤は豪華デコボコ&キラキラ仕様で、ライブの先行予約案内などが封入されていた。また形状も一般的な冊子型ブックレットの通常盤とは異なり、折りたたみ式のジャバラブックレットであった。

## 収録曲

### 楽曲クレジット
| 全作詞: 志村正彦、全編曲: フジファブリック。 |                           |           |                                   |      |
| #                                            | タイトル                  | 作詞      | 作曲                              | 時間 |
| 1.                                           | 「ペダル」                | 志村正彦  | 志村正彦                          | 4:19 |
| 2.                                           | 「記念写真」              | 志村正彦  | 山内総一郎                        | 4:27 |
| 3.                                           | 「B.O.I.P.」              | 志村正彦  | 山内総一郎                        | 3:24 |
| 4.                                           | 「若者のすべて」          | 志村正彦  | 志村正彦                          | 4:56 |
| 5.                                           | 「Chocolate Panic」       | 志村正彦  | 志村正彦+Roger Joseph Manning Jr. | 4:47 |
| 6.                                           | 「Strawberry Shortcakes」 | 志村正彦  | 志村正彦                          | 3:34 |
| 7.                                           | 「Surfer King」           | 志村正彦  | 志村正彦                          | 4:31 |
| 8.                                           | 「ロマネ」                | 志村正彦  | 志村正彦                          | 4:49 |
| 9.                                           | 「パッション・フルーツ」  | 志村正彦  | 志村正彦                          | 4:17 |
| 10.                                          | 「東京炎上 <Album Mix>」  | 志村正彦  | 志村正彦                          | 4:29 |
| 11.                                          | 「まばたき」              | 志村正彦  | 山内総一郎                        | 4:47 |
| 12.                                          | 「星降る夜になったら」    | 志村正彦  | 金澤ダイスケ+志村正彦             | 4:40 |
| 13.                                          | 「TEENAGER」              | 志村正彦  | 志村正彦                          | 3:38 |
| 合計時間:                                    | 合計時間:                 | 合計時間: | 56:42                             |      |

### 楽曲解説
B.O.I.P.
『Battle Of Inokashira Park』の略。
若者のすべて
10thシングル。
Surfer King
8thシングル。
ロマネ　
このアルバムではこの曲のみ、志村がギターソロを演奏している。初出は2006年に日比谷公園大音楽堂で披露された『新曲1』であり、同年より配信限定で公開されていた。2025年現在も各種音楽配信サイトで聴くことができる。
パッション・フルーツ
9thシングル。
東京炎上 <Album Mix>
7thシングル「蒼い鳥」カップリング。曲調等が若干変化している。
星降る夜になったら
原曲を金澤が手がけ、志村の発案により原曲を一部改編することで完成した。サビ（コーラス部）は金澤、それ以外の部分は志村による。